# Graubinden-Labkrautspanner

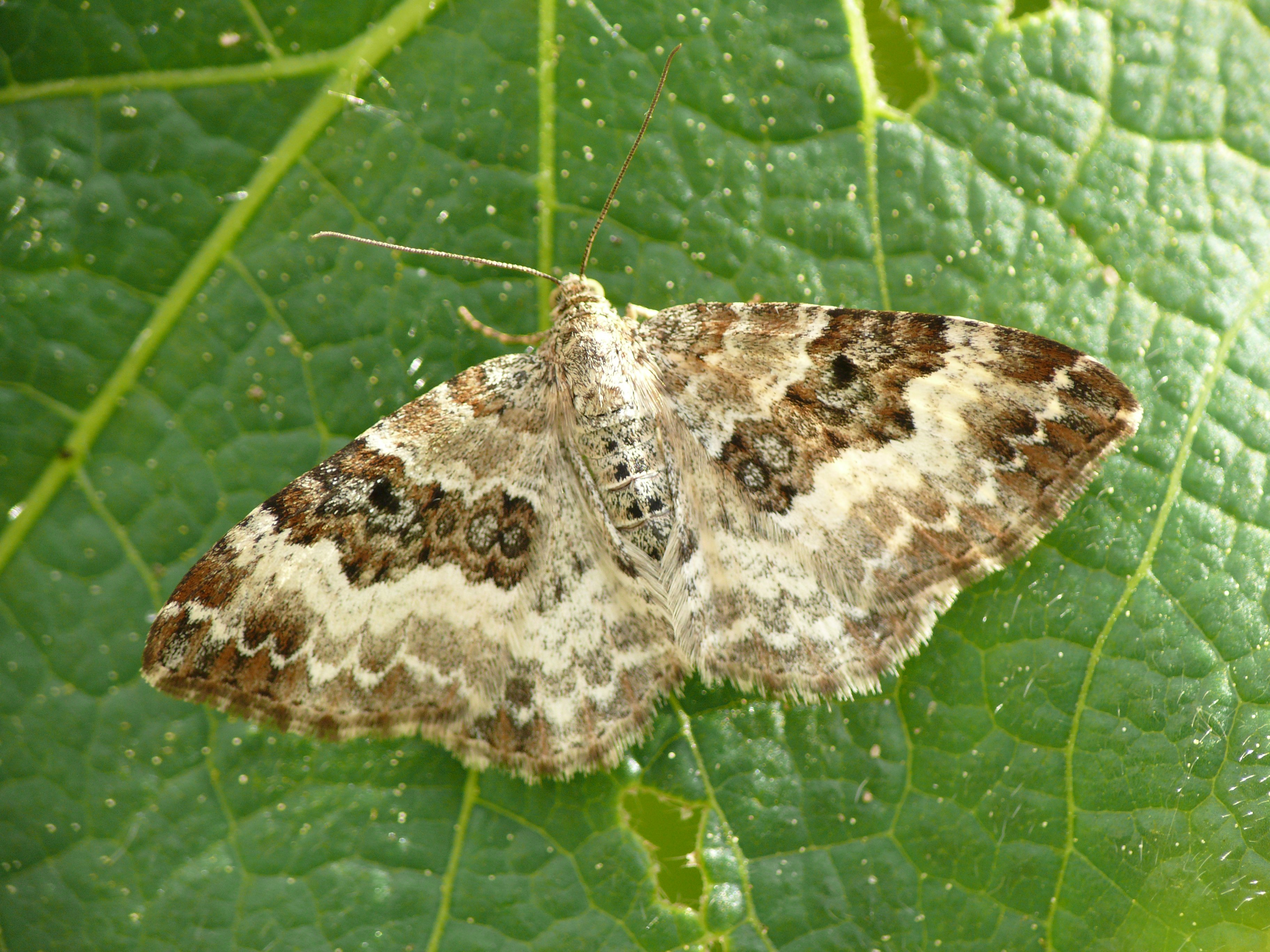
Graubinden-Labkrautspanner

Der Graubinden-Labkrautspanner (Epirrhoe alternata) ist ein Schmetterling (Nachtfalter) aus der Familie der Spanner (Geometridae).

## Merkmale
Die Falter erreichen eine Flügelspannweite von ca. 25 Millimetern. Ihre Vorderflügel sind am Flügelansatz grau gemustert, nach einer schmalen hellen Binde kommt eine breite, braun gemusterte Binde, an die eine fast reine, helle Binde anschließt. Dahinter, am Flügelaußenrand, sind die Tiere wieder dunkelbraun und grau mustert.

## Synonyme
- Phalaena alternata Müller, 1764
- Cidaria islandica Prout, 1915
- Phalaena sociata Borkhausen, 1794

## Vorkommen
Sie leben an Waldrändern und Hecken, aber auch in Gärten und Parks.

## Lebensweise

### Flug- und Raupenzeiten
Der Graubinden-Labkrautspanner bildet zwei Generationen im Jahr, die von Ende April bis Mitte Juni und von Mitte Juli bis Ende September fliegen. Die Raupen sind von Juli bis September (erste Generation) und im Juni des darauf folgenden Jahres (zweite Generation) anzutreffen. Die Puppe überwintert.

### Nahrung der Raupen
Die Raupen ernähren sich von Labkraut (Galium spec.).